# دیتمار سیفرت
دیتمار سیفرت (انگلیسی: Dietmar Seyferth; ۱۱ ژانویهٔ ۱۹۲۹ – ۶ ژوئن ۲۰۲۰) شیمی‌دان، و استاد دانشگاه اهل آلمان بود. واکنش همولوگ‌شدن سیفرت–گیلبرت در شیمی آلی به افتخار وی و جان گیلبرت نامگذاری شده است.
وی همچنین برندهٔ جوایزی همچون کمک‌هزینه گوگنهایم شده‌است.